# Storm og stille
Storm og stille er en dansk stumfilm fra 1923 instrueret af Axel Petersen og Arnold Poulsen.

## Handling
Robert Storm-Petersen og Chr. Arhoff har en Storm-og Stille vrølvedialog mellem to flyttemænd.

## Medvirkende
- Robert Storm Petersen
- Christian Arhoff